# Luigia Anti
Luigia Anti (1794 – 1837) è stata un soprano italiana.

## Biografia
Maria Luigia Anti nacque a Cento da Giuseppe Anti ma visse a Bologna. Anche le sorelle, Beatrice e Paola, faranno carriera come cantanti liriche.
Allieva del maestro Marchesi, apprezzata da alcuni fin dagli esordi nel gennaio del 1811 per la sua «voce forte e armoniosa specialmente nelle corde acute, lo stile purgato del suo canto, e più d'ogni altra cosa la perfetta intonazione», ma considerata ancora immatura da altri alla sua prima esibizione a teatro ne Il trionfo di Quinto Fabio di Domenico Puccini, il soprano era destinata a diventare celebre e ad esibirsi nei principali teatri d'Europa.
Francesco Sampieri scrisse per lei Fille, Licori e Clori, una cantata rappresentata nel 1814.
Nella stagione estiva del 1815 al Teatro Carcano di Milano interpretò Clotilde ne La rosa bianca e la rosa rossa di Mayr, dramma serio con testi di Felice Romani, basato su La rose blanche et la rose rouge di René-Charles Guilbert de Pixerécourt.
Ad ottobre 1817 fu la prima donna al Teatro della Pergola di Firenze, dove fu «meritatamente applaudita».
Ebbe ancora il ruolo della protagonista al fianco di Teresa Zamboni nel 1823, al Teatro Italiano di Mosca.
Nel 1830 al Teatro Valle fu Erminia ne Il sonnambulo di Luigi Ricci su libretto di Jacopo Ferretti.
I contemporanei la ricordano di indole gentile e generosa, sia con i meno abbienti che con i parenti.
Luigia Anti morì nel 1837. È sepolta nel Chiostro V della Certosa di Bologna; sul monumento in stile neoclassico a lei dedicato, ornato da Carlo Berozzi, è collocato un suo ritratto a medaglione opera di Massimiliano Putti.
La Civica raccolta delle stampe Achille Bertarelli di Milano conserva un suo ritratto a stampa.